# Polypedates otilophus
Polypedates otilophus es una especie de anfibios que habita en Brunéi, Indonesia (Java, Borneo y Sumatra) y Malasia. 
Esta especie se encuentra en peligro de extinción por la pérdida de su hábitat natural.